# زی‌زی تاپ
زی‌زی تاپ (به انگلیسی: ZZ Top) یک گروه سه نفره‌ی بلوز راک آمریکایی است که در سال ۱۹۶۹ در هوستون تگزاس شکل‌گرفت. اعضای گروه را بیلی گیبنز (خواننده، نوازندهٔ گیتار و کیبورد) داستی هیل (خواننده، نوازندهٔ گیتار باس و کیبورد) و فرانک بیرد (نوازندهٔ درامز و پرکاشن) تشکیل می‌دهند. قبل از آن‌که زی‌زی تاپ تشکیل شود بیلی گیبنز عضو گروهی به‌نام مووینگ سایدواکز بود و داستی هیل و فرانک بیرد در گروه دیگری با نام اَمِریکن بلوز ساز می‌زدند. آن‌ها از معدود گروه‌های سه‌نفرهٔ دههٔ ۶۰ و ۷۰ میلادی هستند که پس از گذشت نزدیک به ۴ دهه از فعالیت‌شان هیچ تغییری در ترکیب نفرات نداشته‌اند. مدیر برنامه‌های زی‌زی تاپ نیز شخصی به‌نام بیل هَم بود که از سال ۱۹۶۹ تا سپتامبر ۲۰۰۶ در کنارشان باقی ماند.
زی‌زی تاپ در رده‌بندی «۱۰۰ هنرمند برتر هارد راک همهٔ دوران» که توسط وی‌اِچ‌وان انجام شد، رتبهٔ ۴۴ام را به‌خود اختصاص داد. اعضای گروه در ۱۵ مارس ۲۰۰۴ به عنوان اعضای جدید تالار مشاهیر راک اند رول معرفی شدند. مراسم معارفه را کیث ریچاردز، گیتاریست رولینگ استونز اجرا کرد.
یکی از مشخصه‌های ظاهری اعضای زی‌زی‌تاپ عینک‌های آفتابی است که همیشه به چشم دارند. گیبنز و هیل اکثر اوقات لباس‌های چرمی هم‌سان (مانند جامهٔ موتورسوارها) می‌پوشند و از کلاه‌های سیاه کابوی‌ها یا کلاه کَپ بیس‌بال استفاده می‌کنند. از دیگر مشخصه‌های جالب توجه آن‌دو ریش‌های بسیار بلندشان است که تا بالای شکم‌شان می‌رسد اما فرانک بیرد معمولاً فقط به سبیل اکتفا می‌کند. در سال ۱۹۸۴ کمپانی ژیلت به گیبنز و هیل پیشنهاد کرد تا در ازای دریافت مبلغ ۱ میلیون دلار (برای هر نفر) ریش‌های‌شان را در آگهی تلویزیونی آن شرکت بتراشند. آن‌ها ضمن رد پیشنهاد ژیلت گفتند: ما بدون ریش‌های‌مان خیلی بَدترکیب می‌شویم.
آخرین آلبوم استودیویی زی‌زی تاپ با نام La Futura در ژوئن سال ۲۰۱۲ منتشر شده‌است.

## مرگ هیل و شانزدهمین آلبوم استودیویی (۲۰۲۱–اکنون)
در ماه ژوئیه ۲۰۲۱، هیل به دلیل یک آسیب در لگن، مجبور به ترک تور شد. گروه زی‌زی تاپ بدون او در روستای کامنز در نیو لنوکس، ایلینوی، با حضور تکنسین گیتار هیل به نام الوود فرانسیس به عنوان نوازنده بیس اجرا کرد. پنج روز بعد، در تاریخ ۲۸ ژوئیه، زی‌زی تاپ اعلام کرد که هیل در خانه‌اش در هیوستون در سن ۷۲ سالگی درگذشته است. همسر وی بعدها گزارش کرد که او از بورسیت مزمن رنج می‌برده است. طبق خواسته هیل، زی‌زی تاپ با حضور فرانسیس به عنوان نوازنده بیس ادامه داد. هیل قبلاً برای آلبوم آینده زی‌زی تاپ بخش بیس و وکال را ضبط کرده بود.
در تاریخ ۲۲ ژوئیه ۲۰۲۲، زی زی تاپ موسیقی متن فیلم مستند سال ۲۰۱۹ خود با نام "That Little Ol' Band from Texas" را از طریق Shelter Records/BMG با عنوان "Raw" منتشر کرد. این یکی از آلبوم‌های زنده‌ی آخر آن‌ها با حضور هیل بود.
در تاریخ ۱۲ دسامبر، زی‌زی تاپ توری مشترک با گروه لینیرد اسکینیرد برای تابستان ۲۰۲۳ با عنوان "تور Sharp Dressed Simple Man" اعلام کرد. این تور در تاریخ ۲۱ ژوئیه ۲۰۲۳ در وست پالم بیچ آغاز شده و در تاریخ ۱۷ سپتامبر ۲۰۲۳ در کامدن پایان خواهد یافت.

## آلبوم‌ها

### استودیویی
| نام آلبوم               | سال انتشار |
| ----------------------- | ---------- |
| ۱. ZZ Top's First Album | ۱۹۷۱       |
| ۲. Rio Grande Mud       | ۱۹۷۲       |
| ۳. Tres Hombres         | ۱۹۷۳       |
| ۴. ‎Fandango!‎            | ۱۹۷۵       |
| ۵. Tejas                | ۱۹۷۷       |
| ۶. Degüello             | ۱۹۷۹       |
| ۷. El Loco              | ۱۹۸۱       |
| ۸. Eliminator           | ۱۹۸۳       |
| ۹. Afterburner          | ۱۹۸۵       |
| ۱۰. Recycler            | ۱۹۹۰       |
| ۱۱. Antenna             | ۱۹۹۴       |
| ۱۲. Rhythmeen           | ۱۹۹۶       |
| ۱۳. XXX                 | ۱۹۹۹       |
| ۱۴. Mescalero           | ۲۰۰۳       |
| ۱۵. La Futura           | ۲۰۱۲       |